# Larryleachia
Die Larryleachia sind eine Pflanzengattung der Unterfamilie Asclepiadoideae, die der Familie Hundsgiftgewächse (Apocynaceae) zugerechnet wird. Die Gattung ist benannt nach Leslie „Larry“ Charles Leach (1909–1996), einem (rhodesisch-)englischen Elektroingenieur und autodidaktischen Botaniker, der in Simbabwe und Südafrika arbeitete. Sein Spezialgebiet waren die sukkulenten Asclepiadaceen und Euphorbien.

## Merkmale

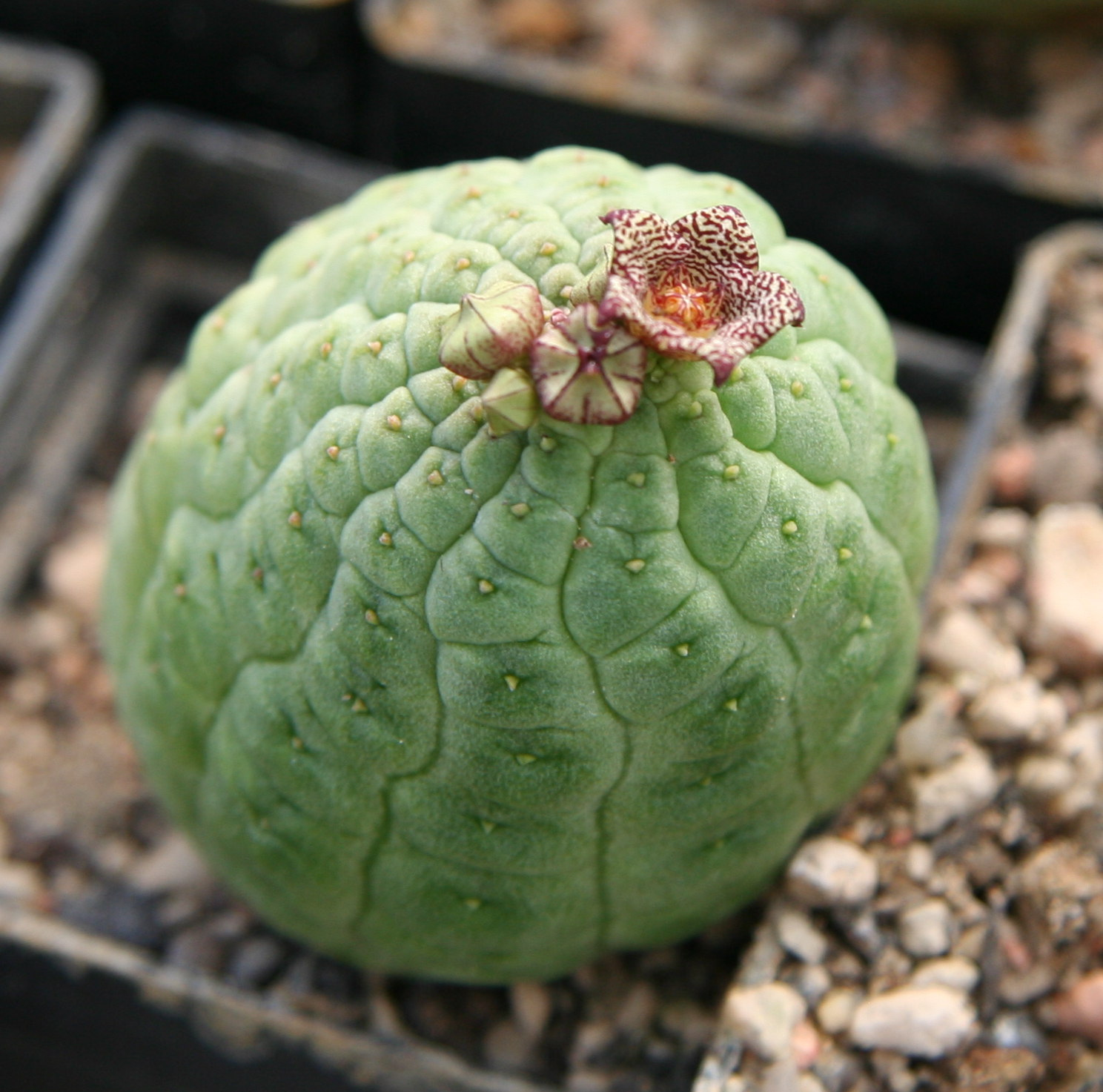
Larryleachia cactiformis

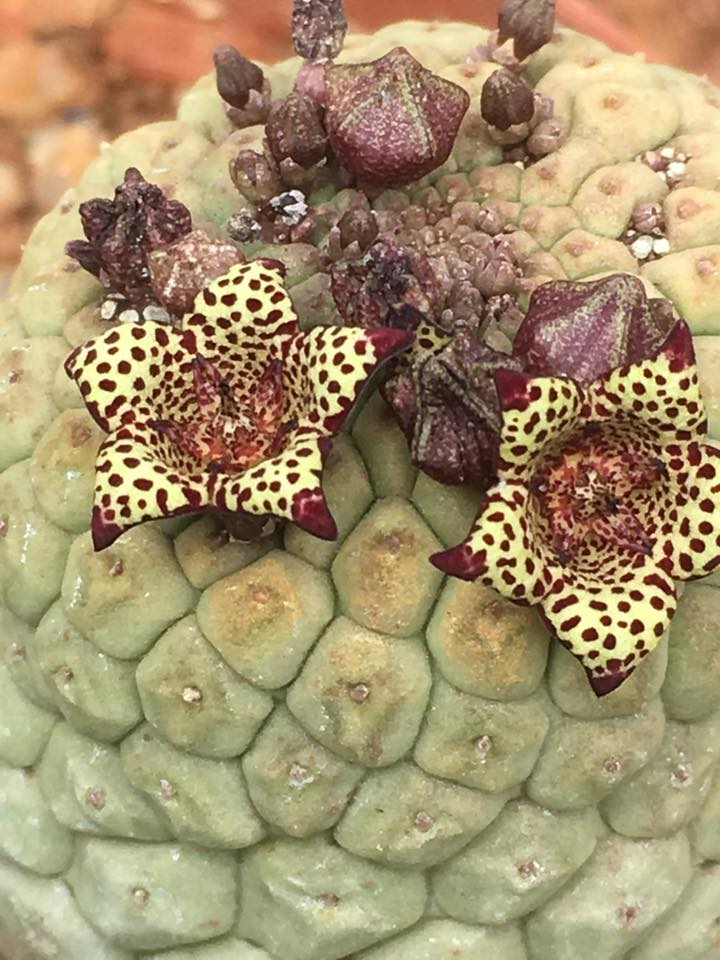
Larryleachia picta

Die Gattung Larryleachia umfasst kleine, sich an der Basis verzweigende stammsukkulente Pflanzen mit wenigen bis zahlreichen, aufrechten bis niederliegenden unbewehrten und oft verholzenden Trieben. Die meist graugrünen, zylindrisch oder keuligen, kahlen Triebe werden bis 15 cm, selten auch bis 30 cm lang und 2 bis 6 cm im Durchmesser groß. Die flachen, gerundeten und polygonalen Warzen sind in 12 bis 20 Rippen angeordnet. Die weniger als 1 mm großen dicklichen und konischen Blättchen erscheinen in einer Eindellung nahe der Warzenspitze und sind ausdauernd.
Die Blütenstände stehen gehäuft nahe der Triebspitze und zeigen einzelne oder zahlreiche, sich in einer Folge oder selten gleichzeitig öffnende Einzelblüten. Der kahle Blütenstiel wird 0,5 bis 3 mm lang und 1 mm im Durchmesser. Die manchmal bewimperten und spitz zulaufenden 5 Kelchblätter stehen an einer verbreiterten Basis und überlappen sich leicht. Die flach glockige oder tief eingeschnittene Blütenkrone erreicht einen Durchmesser von selten 5, aber meistens 7 bis 16 mm. Die flach ausgebreiteten, eiförmig dreieckigen Kronzipfel sind spitz zulaufend und stark auswärts gebogen. Die Außenseite ist glatt und kahl, die Innenseite papillat oder ebenfalls kahl. Die kahle Nebenkrone ist 2-reihig ausgebildet. Die interstaminale Nebenkrone ist an der Basis becherig verwachsen und ihre Zipfel sind apikal gestutzt oder mehr oder weniger tief geteilt. Die aus 5 Zipfeln bestehende staminale Nebenkrone ist dorsiventral abgeflacht und liegt auf der Rückseite der mehr oder weniger quadratischen Antheren. Sie ist oft rückseitig mit einem Anhängsel mit der interstaminalen Nebenkrone verbunden. Der Griffelkopf ist gestutzt niedergedrückt ausgebildet und die Pollinien stehen etwa horizontal. Die spitz verjüngten bis spindeligen Früchte sind kahl und glatt. Sie werden 2 bis 9 cm lang und 0,5 bis 1 cm dick und sind als Bälge eines Paares in einem Winkel von 30 bis 180° aufgespreizt. Die braunen oder grauen Samen sind kreisrund oder birnenförmig und werden 3 bis 7 mm groß. Sie sind bauchseitig mehr oder weniger konkav, geflügelt und brüchig. An einer Seite sind sie mit einem Haarbüschel versehen.

## Vorkommen
Das Vorkommen der Gattung erstreckt sich von Namibia über Botswana bis nach Südafrika.

## Systematik
Die Arten der Gattung entsprechen den glatttriebigen Arten der ehemaligen Gattung Trichocaulon.
Liste der Arten:
- Larryleachia cactiformis (Hook.) Plowes: Sie kommt in der Capensis in zwei Varietäten vor.[2]
  - Larryleachia cactiformis var. cactiformis: Sie kommt in der westlichen und nordwestlichen Capensis vor.[2]
  - Larryleachia cactiformis var. felina (D.T.Cole) Bruyns: Sie kommt in der nordwestlichen Capensis vor.[2]
- Larryleachia marlothii (N.E.Br.) Plowes: Sie kommt in Namibia und in der Capensis vor.[2]
- Larryleachia perlata (Dinter) Plowes: Sie kommt im südwestlichen Namibia und in der Capensis vor.[2]
- Larryleachia picta (N.E.Br.) Plowes: Sie kommt im südlichen Namibia und in der Capensis vor.[2]
- Larryleachia sociarum (A.C.White & B.Sloane) Plowes (Syn.: Trichocaulon sociarum A.C.White & B.Sloane): Sie kommt in Namibia vor.[2]
- Larryleachia tirasmontana (Plowes) Plowes: Sie kommt im nordwestlichen und im südlich-zentralen Namibia vor.[2]

Nicht mehr zu dieser Gattung, sondern zu Stapelia wird gerechnet:
- Stapelia clavata Willd. (1798) {\displaystyle \equiv } Trichocaulon clavatum (Willd.) H.Huber (1961)